# Wilfried Kerntke
Wilfried Kerntke (* 1954 in Lörrach) ist ein deutscher Konfliktforscher, Autor, und Organisationsberater. Mit seinen Arbeiten zur Dynamik und Behandlung von Konflikten in Organisationen hat er zur Begründung des Faches Organisationsmediation beigetragen.

## Leben
Nach einer Ausbildung zum Verlagsbuchhändler studierte er an der Universität Tübingen Geschichtswissenschaft, Kunstgeschichte und Empirische Kulturwissenschaft; promovierte in Geschichte mit einer Arbeit zur Verfassungs- und Wirtschaftsentwicklung der Stadt im Mittelalter. Studien- und Arbeitsaufenthalte in Italien und England gingen einer Anstellung als Assistent des Verlagsleiters beim literarischen und wissenschaftlichen Verlag Klett-Cotta in Stuttgart voraus. Der Wechsel zum Suhrkamp Verlag brachte den Umzug ins Rhein-Main Gebiet. Nach einem Zwischenspiel als Personalleiter eines mittelständischen Unternehmens ließ er sich ausbilden als Mediator (u. a. bei Gabrielle Gropman, Harvard University, und Christoph Besemer, Freiburg) und als Berater für Unternehmens- und Organisationsentwicklung (bei Friedrich Glasl und Katharina Liebenberger). 1994 machte er sich als Berater selbständig; 1997 gründete er mit Ljubjana Wüstehube inmedio, Institut für Mediation, Beratung, Entwicklung, mit Sitz in Frankfurt und Berlin. Bis heute lebt Wilfried Kerntke mit seiner Frau Ursula in Offenbach am Main, ihre drei Kinder sind dort aufgewachsen.

## Organisationsberatung
Wilfried Kerntke arbeitet in der Überschneidung der beiden Beratungsdisziplinen Mediation und Organisationsentwicklung. Das Institut inmedio bietet ihm den Rahmen, die von ihm entwickelten Beratungs-Tools in zahlreichen Fällen durcharbeiten zu lassen: die Konflikt-Perspektiv-Analyse sowie die Feedbackschleife der Organisationsmediation (zum Teil von seinen Kollegen weiterentwickelt) sind mittlerweile Standards. Vor allem seine Forschungen zur Spezifik der Konfliktdynamik von Organisationen und die Folgerungen daraus für die Konfliktbehandlung wie auch für die Organisationsentwicklung sind der Beitrag Kerntkes zu seinem Fach. In seinem Buch "Wie Ziegen und Fische fliegen lernen" ist sie eingehend dargestellt.
Auf dieser Grundlage und in der fachlichen Auseinandersetzung mit den Entwicklungspsychologen Fred Newman und Lois Holzman (East Side Institute NY) sowie mit dem Soziologen Hartmut Rosa kommt Kerntke in seiner Praxis zur Gestaltung von Beratungsprozessen, die vor allem auf dem gemeinsamen Nachdenken mit seinen Klienten beruhen, auf Erkenntnis mehr denn auf dem Einsatz von Tools. Dabei arbeitet er vor allem mit der Beraterin Marcela Müllerová zusammen. Mit ihr gemeinsam erarbeitet er neue Beratungsformate.
Kerntke berät die Vorstände von Unternehmen und anderen Organisationen in mehreren Ländern, darunter Kirchengemeinden, Architekturbüros und Banken in Deutschland, die Wahrheitskommission in Mali, das Bildungsministerium im Sudan, und Technologieunternehmen in Italien.
Viele Jahre hat er an den Fachhochschulen Bern und Luzern gelehrt.

## Friedensarbeit
Wilfried Kerntke ist seit 1975 ein Aktivist für Frieden, Abrüstung und Umweltschutz. Stationen waren bzw. sind die „War Resisters International“ in London, 1975/76 mit der British Withdrawal from Northern Ireland Campaign; die „Kampagne ziviler Ungehorsam bis zur Abrüstung“ für die Rücknahme der Stationierung von Pershing-II-Mittelstreckenraketen, von 1983 bis zum INF-Vertrag 1987; die gewaltfreie Aktionsgruppe „Kettenreaktion Hanau“ für eine Schließung der Nuklear-Brennelementefabrik in Hanau von 1987 bis zur Beendigung der Produktion 1994; „Zdravo da ste“, eine Initiative von Psychologinnen der Universität Belgrad zur psychosozialen Unterstützung von Kriegsflüchtlingen und Vertriebenen in Serbien und der Serbischen Republik, von 1993 bis 2004; die Deutsche Friedensgesellschaft – Vereinigte Kriegsdienstgegnerinnen, von 2016 bis heute. In Anerkennung seines Einsatzes für eine Beendigung des Kosovokriegs (1998/99) verlieh die Humanistische Union Wilfried Kerntke 2001 den Fritz-Bauer-Preis.

## Ehrenamt
Wilfried Kerntke engagiert sich, neben seinem Beitrag zur Friedens- und Umweltpolitik, ehrenamtlich. Von 2001 bis 2007 war er Vorsitzender seines Berufsverbandes, des Bundesverband Mediation mit Sitz in Kassel. Von 2009 bis 2019 war er Co-Präsident eines internationalen Netzwerkes von Verhandlern in Wirtschaftskonflikten: WorldWideNegotiation, mit Sitz in Paris. Seit 2018 engagiert Kerntke sich auf lokaler Ebene, als Kirchenvorstand seiner Evangelischen Gemeinde in Offenbach.

## Bühne
Wilfried Kerntke absolvierte 2017 bis 2019 eine Bühnenausbildung als Clown. Unter dem Namen Želimir tritt er mit seiner Spielpartnerin Bruna Barbarini und ihren gemeinsamen Kollegen von der Clownserei auf Kleinkunstbühnen und bei Festivals auf.

## Veröffentlichungen (Auswahl)
- Wer kommt nach dem Krieg? Kinderbilder aus einem serbischen Flüchtlingslager. In: Die Zeit, 23. Dezember 1994
- Konflikte selber lösen. Konfliktmanagement und Mediation in Schule und Jugendarbeit. Mit Kurt Faller und Maria Wackmann. Mülheim (Verlag an der Ruhr), 1996, 3. Aufl. 2012, ISBN 978-3-8346-0526-9
- Entwicklungsorientiertes Konfliktmanagement, In: Tagungsband Mediation. Yvonne Hofstetter (Hrsg.). Bern (Berner Fachhochschule), 2003
- Mediation als Organisationsentwicklung. Bern (Haupt), 2004, 2. Aufl. 2009, ISBN 978-3-258-07522-8
- Über den Einbezug von Stakeholdern in der Organisationsmediation. In: Spektrum der Mediation, 1/2010
- Systemisches Konfliktmanagement. (Hrsg., mit Kurt Faller und Bernd Fechler). Stuttgart (Schäffer-Poeschel), 2014, ISBN 978-3-7910-3301-3
- Konflikt und organisationale Vernunft – ein Plädoyer für Gelassenheit. In: Roehl/Asselmeyer (Hrsg.), Organisationen klug gestalten. Stuttgart (Schäffer-Poeschel), 2017, ISBN 978-3-7910-3677-9
- Wie Ziegen und Fische fliegen lernen. Über die Entwicklungskraft von Konflikten in Unternehmen. Frankfurt (Metzner) 2018, ISBN 978-3-943951-33-2